# Frances Miriam Whitcher
Frances Miriam Berry Whitcher (Whitestown, 1º novembre 1811 – Whitestown, 4 gennaio 1852) è stata una scrittrice e umorista statunitense, può essere considerata la prima donna scrittrice statunitense di genere umoristico.

## Biografia
Figlia di Elizabeth Wells and Lewis Berry (locandiere), manifestò una passione ed un talento per la scrittura ed il disegno sin da giovane. Le sue doti premature non furono tuttavia né apprezzate né incoraggiate dall'ambiente familiare, con una rigida impostazione calvinista.

Trovò il suo primo pubblico all'interno di un club letterario locale, il Maeonian Circle, intorno al 1838. All'interno di questa cerchia lesse scene e schizzi letterari che parodiavano i romanzi popolari della Sentimental novel molto in voga in quell'epoca, e in particolare il romanzo gotico della scrittrice inglese Regina Maria Roche dal titolo The Children of the Abbey (1798). Un certo numero di questi sketch letterari furono pubblicati nel 1839 nel settimanale Gazette di Rome (New York); tuttavia l'intera serie di questi schizzi non venne pubblicata se non dopo la sua morte, nel 1867. 

Nel 1846, facendo uso dello pseudonimo Frank, la Berry inviò alla scrittrice Alice Bradley Neal, anch'essa autrice di opere umoristiche, ed editrice del Neal's Saturday Gazette and Lady's Literary Museum, alcuni monologhi del suo personaggio più riuscito e più famoso, la Vedova Bedott, per la quale, molto probabilmente, si ispirò al libro di Frances Trollope The Widow Barnaby (1839). La Neal apprezzò il talento della giovane Berry e pubblicò i monologhi della Vedova Bedott, che divennero parte integrante di quella tradizione umoristica statunitense in forma dialettale di cui erano stati pionieri autori come Seba Smith e Augustus Baldwin Longstreet. Il personaggio umoristico della Vedova Bedott, socialmente ambiziosa e sempre alla ricerca di un marito e per questo sempre pronta a spettegolare contro le sue potenziali rivali, è una satira dell'ipocrisia religiosa, della poesia sentimentale e dell'ambizione sociale della nascente classe media americana di metà XIX secolo.

La popolarità di quelle scenette umoristiche permise che esse venissero apprezzate da Louis Antoine Godey, celebre editore della rivista Godey's Lady's Book, il primo giornale di moda americano di successo. Nacque così una collaborazione con la Berry, che scrisse per la rivista, dal 1847 al 1849, una nuova serie di schizzi umoristici dal titolo Aunt Maguire's Experience.
Nel 1847, ormai più che trentenne, la Berry si sposò con il Reverendo Benjamin W. Whitcher, un sacerdote della Chiesa episcopale, e i due si trasferirono nella cittadina di Elmira, dove l'autrice terminò la raccolta dal titolo The Widow Bedott Papers, pubblicati in forma di libro nel 1856.
Nonostante fosse personalmente una religiosa praticante, si dedicasse anche ad opere letterarie devozionali che vennero pubblicate sia nel Neal's Saturday Gazette che nella rivista religiosa locale, il Gospel Messenger, i parrocchiani di Elmira, iniziarono a sospettare di essere i modelli a cui l'autrice si ispirava per i suoi personaggi macchiettistici e la accusarono di scarsa devozione, inappropriata per la moglie di un ministro della fede. Il clima per i coniugi Whitcher divenne insostenibile quando uno dei parrocchiani, credendo che sua moglie avesse ispirato il personaggio di Samson Savage nelle opere della Berry, minacciò un'azione legale. Fu così che la Berry e suo marito decisero di trasferirsi ad Oswego, ma quando vennero a crearsi nuovamente forti tensioni con i parrocchiani locali, la Berry decise di porre volontariamente fine alla sua carriera di scrittrice umoristica. Nel 1849 diede alla luce la sua unica figlia, Alice Miriam e nel 1850, dopo aver contratto la tubercolosi, fece ritorno a Whitestown dove morì nel 1852.
Nonostante la sua breve carriera letteraria, gli schizzi umoristici della Berry Witcher rimasero a lungo molto popolari. Il suo libro The Widow Bedott Papers, pubblicato nel 1856, nel decennio successivo vendette più di 100.000 copie. Venticinque anni dopo la sua morte, il suo personaggio più famoso, la Vedova Bedott, divenne protagonista di una commedia teatrale dal titolo The Widow Bedott; or, A Hunt for a Husband, scritta dal giornalista e autore satirico David Ross Locke, con protagonista l'attore caratterista Neil Burgess.